# Audi Coupé
 (novembre 2024).
Si vous disposez d'ouvrages ou d'articles de référence ou si vous connaissez des sites web de qualité traitant du thème abordé ici, merci de compléter l'article en donnant les références utiles à sa vérifiabilité et en les liant à la section « Notes et références ».
L'Audi Coupé est un coupé dérivé de l'Audi 80 de troisième génération (B3, type 89), il est apparu au catalogue en septembre 1988 et remplace l'Audi Coupé GT.
Le coupé disparaît en 1995, au passage à l'Audi A4, il ne sera remplacé que par l'Audi A5. L'Audi Cabriolet, lui, continuera sa carrière jusque 2002.

## Historique du modèle

### Général

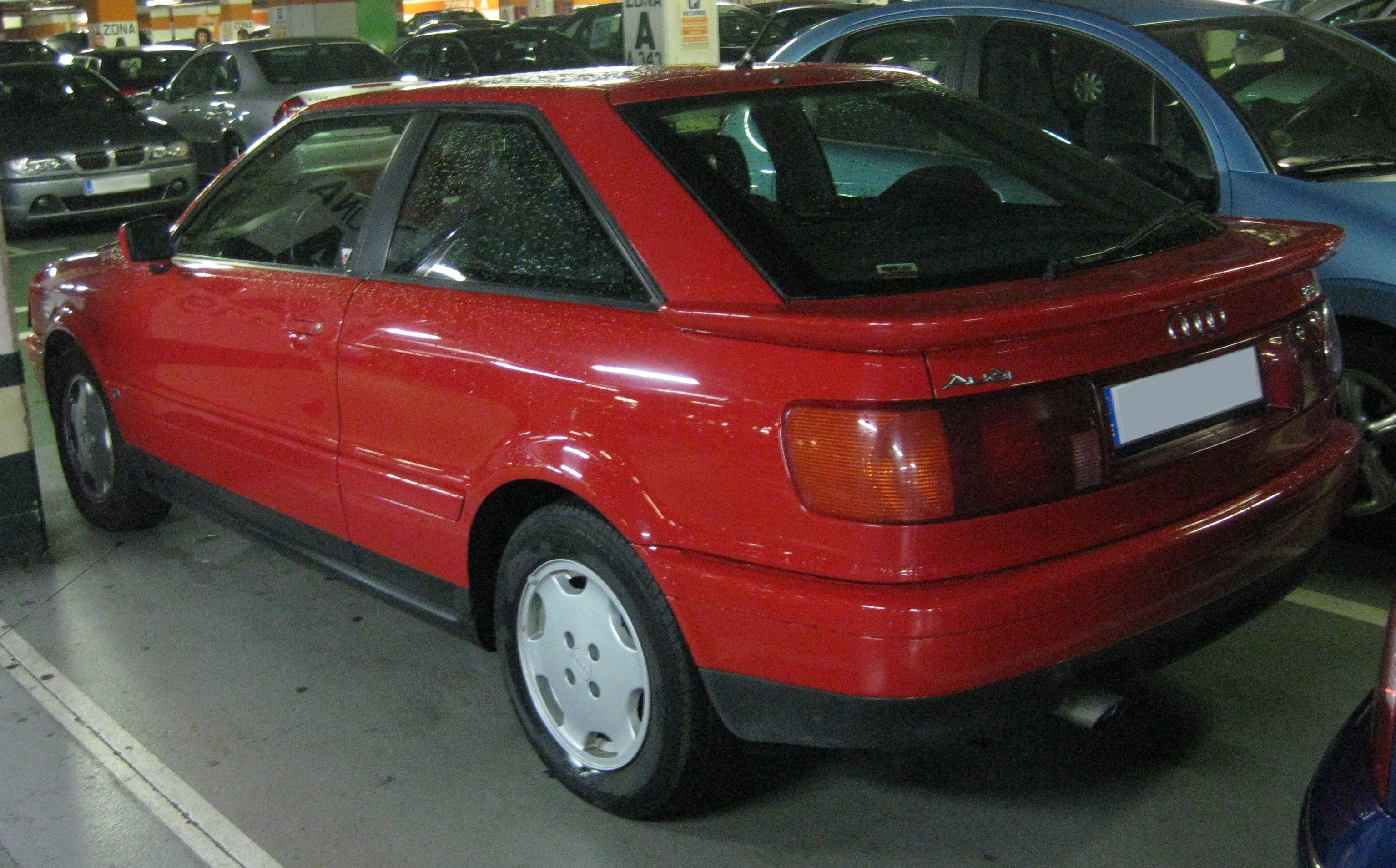
Vue arrière

La deuxième génération de l'Audi Coupé est basée sur l'Audi 80 B3 (Type 89) présentée en août 1986, mais contrairement à la première génération, il s'agissait d'un développement complètement indépendant avec seulement des parallèles visuels avec l'Audi 80. La berline utilisée ici a un grand hayon avec des charnières sur le toit et des dossiers de sièges arrière rabattables, le seuil de chargement est au-dessus des feux arrière et les pare-chocs modifiés sont peints couleur carrosserie. Le premier cabriolet d'Audi a ensuite été créé sur la base des caractéristiques de conception de l'Audi Coupé, qui garantissent une rigidité élevée pour la carrosserie de l'Audi Cabriolet.
Il est d'abord équipé d'un 4 cylindres injection de 1984cm³ de 115ch (évolution du moteur de la 80 1.8E contemporaine) et d'un 5 cylindres injection de 2226cm³  développant 136ch (repris de l'Audi coupé GT). Ce dernier étant disponible avec la désormais classique transmission intégrale permanente quattro.

Les trains roulants sont également repris de l'ancienne génération avec des voies élargies de 11mm.
Pour 1989, le 2226cm³ est remplacé par un 2309cm³ équipé d'un pot catalytique de 133ch. Une nouvelle version apparaît, équipée du 2l de la 90 avec une culasse 20V, il développe 160ch (moteur NM). L'année suivante, en raison de son manque de succès, cette version est remplacée par un 2 309 cm3 qui développe, lui, 170ch (moteur 7A). Un équipement de sécurité optionnel apparaît, le Procon-Ten, un système de câbles qui, lors d'un choc avant entrainant le recul du groupe moto-propulseur, tire sur le volant de direction (protégeant la tête du conducteur) et sur les ceintures de sécurité, améliorant la sécurité.

### Lifting
En 1992, un léger restylage apparaît. Pour homogénéiser la gamme avec l'apparition de la nouvelle Audi 80 B4, la Coupé, qui correspondait à l'Audi 80 B3, en reçoit le capot et les phares. Cette même année, une version découvrable apparaît, l'Audi Cabriolet. Dans le même temps, la gamme de moteurs a été modifiée. Le moteur cinq cylindres à 20 soupapes a été éliminé. Le six cylindres de 2,8 litres introduit dans l'Audi 100 C4 en 1990 a été utilisé à la place. Toujours la même année, une version S2 apparaît. Elle est équipée d'un 2226cm³ 20V turbo de 220ch et de la transmission Quattro qui permettent d'obtenir de bonnes performances (plus de 230km/h en pointe et un 0 à 100km/h en moins de 6,5s).
En juillet 1994, le cinq cylindres de 2,3 litres a été remplacé par le six cylindres de 2,6 litres introduit en août 1992. Le seul moteur cinq cylindres qui est resté jusqu'à la fin de la production était le turbo 20V de l'Audi S2. Pour rendre le changement plus agréable, le six cylindres de 2,6 L n'avait qu'une augmentation de 17 ch par rapport à la variante à 5 cylindres. Pour 1994, la S2 passe à 230ch (grâce entre autres à une bobine d'allumage par cylindre au lieu d'une seule) et adopte une boîte de vitesses à 6 rapports.

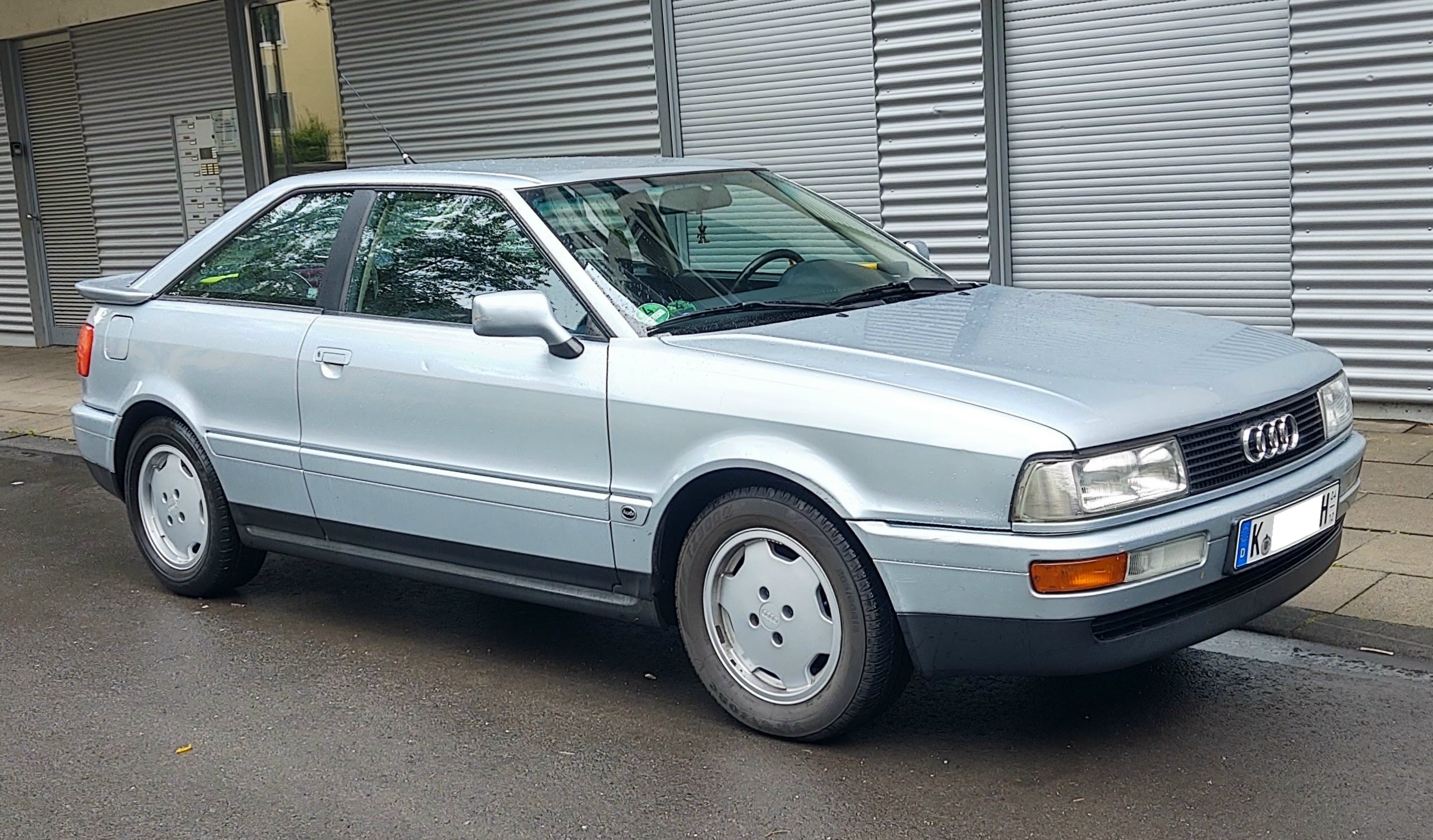
Audi Coupé (1989)
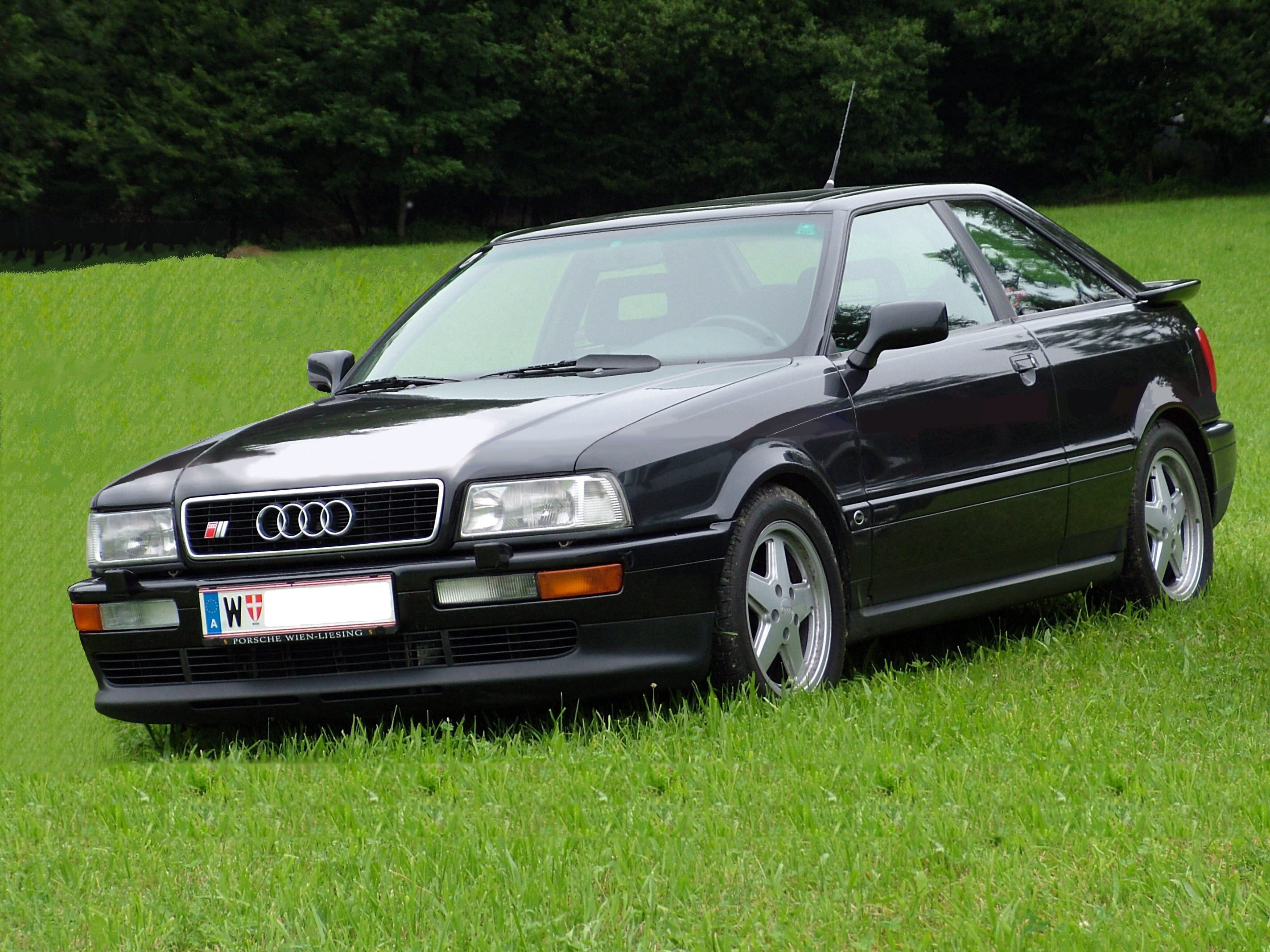
Audi S2 Coupé (1990–1996)
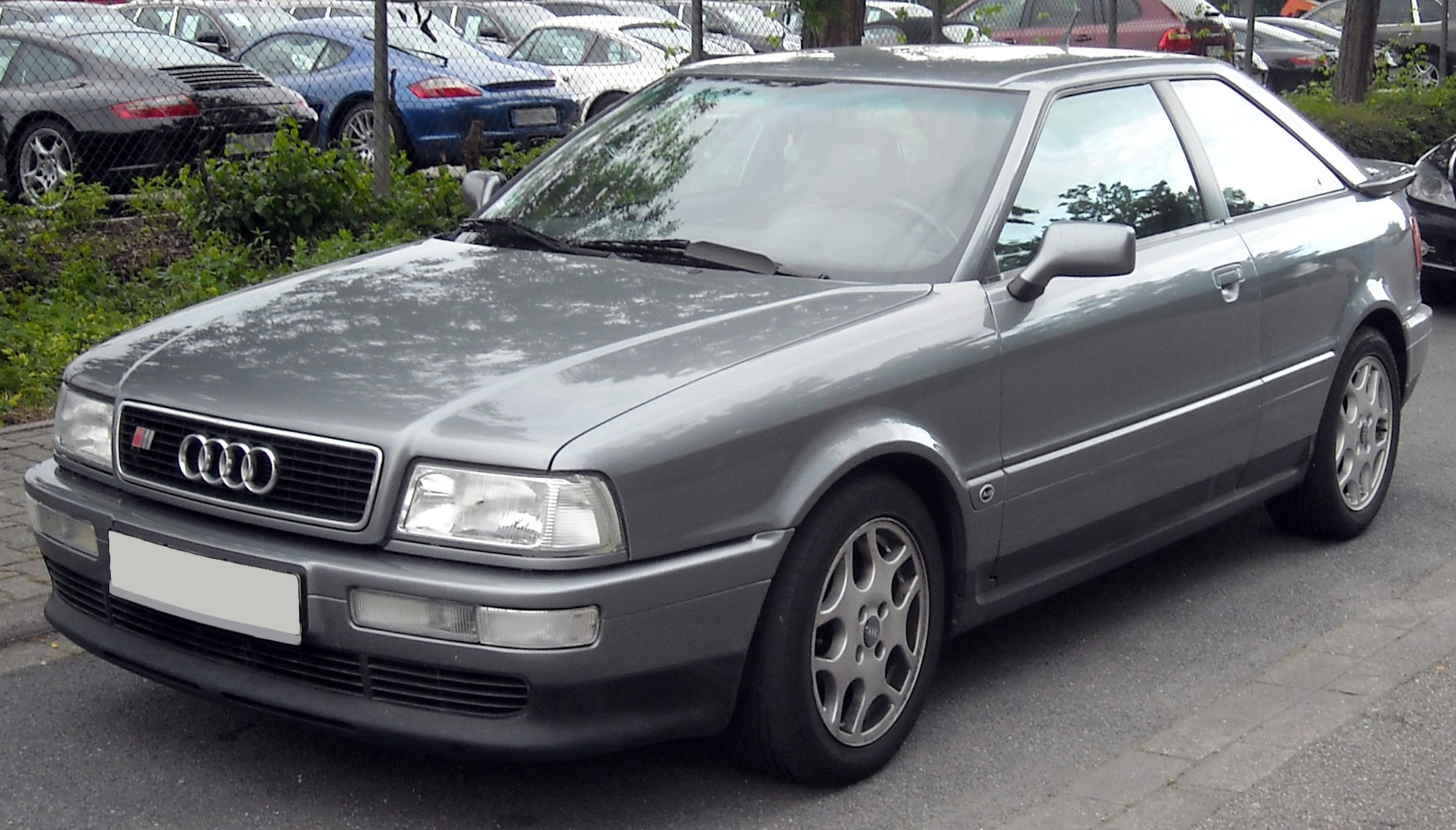
Audi Coupé (1991–1996)
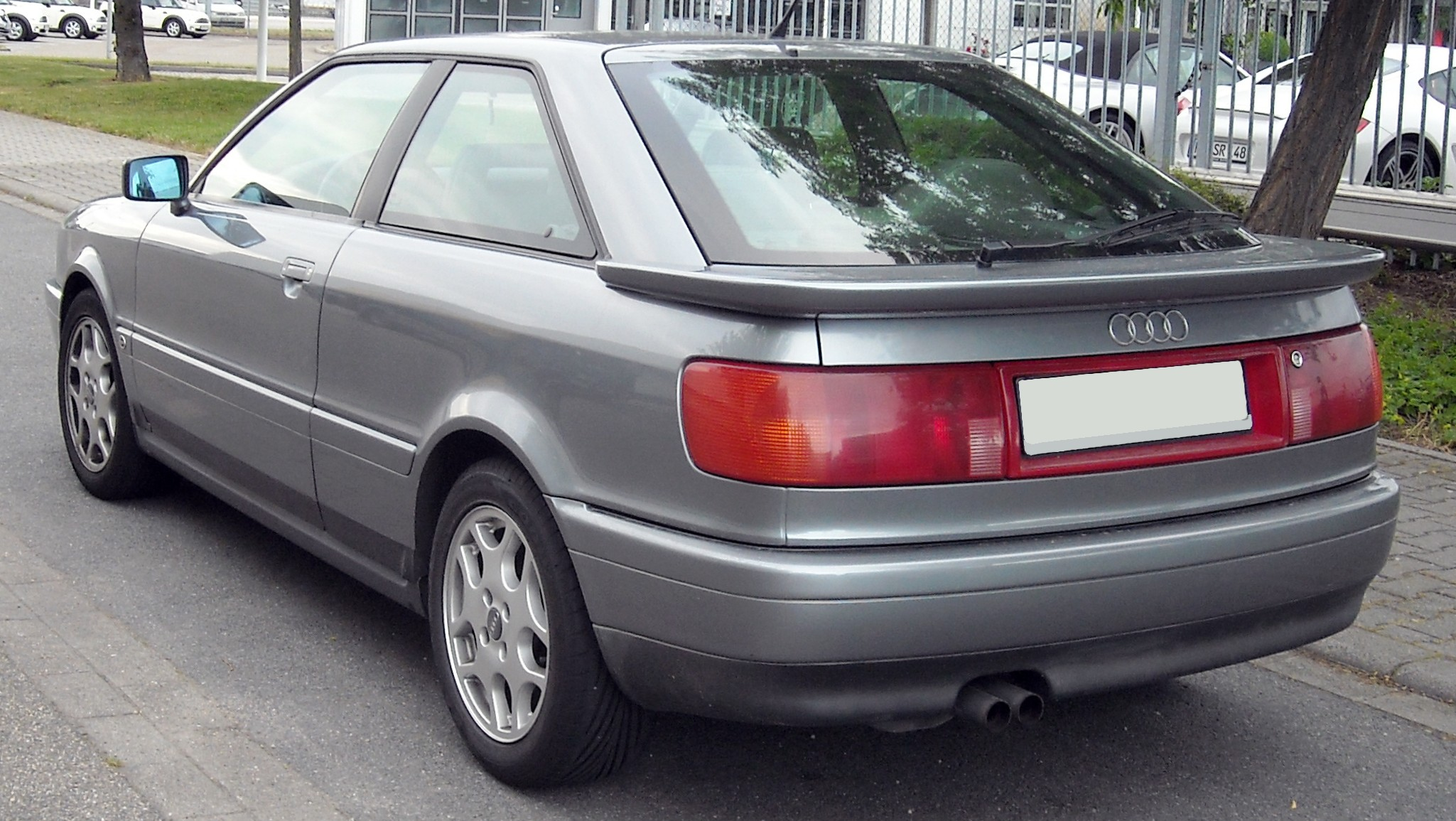
vue arrière

### Mises à jour
- 10/1988 : Présentation de la deuxième Audi Coupé avec moteurs 2.3E et 20V, le 2.0 20V n'étant pas destiné au marché allemand car il est livré sans pot catalytique.
- 09/1990 : Introduction de l'Audi S2, déjà avec le look de la dernière gamme Audi 80 B4 (masque de radiateur intégré dans le capot, etc.).
- 07/1991 : Lifting pour la Coupé. Le look est tiré de la S2, mais sans son pare-chocs, qui n'est venu que dans l'année modèle 1993.
- 09/1991 : Lancement du moteur V6 de 2,8 L.
- 08/1992 : Lancement du moteur V6 de 2,6 L.
- 12/1996 : La production de l'Audi Coupé est arrêtée.

### Désignation des modèles
- Audi Coupé 1.8 (exportation uniquement)
- Audi Coupé 2.0E
- Audi Coupé 2.2E (exportation uniquement)
- Audi Coupé 2.3E
- Audi Coupé 2.6E
- Audi Coupé 2.8E
- Audi Coupé 16V
- Audi Coupé 20V
- Audi Coupé S2